# Джон Джонсон

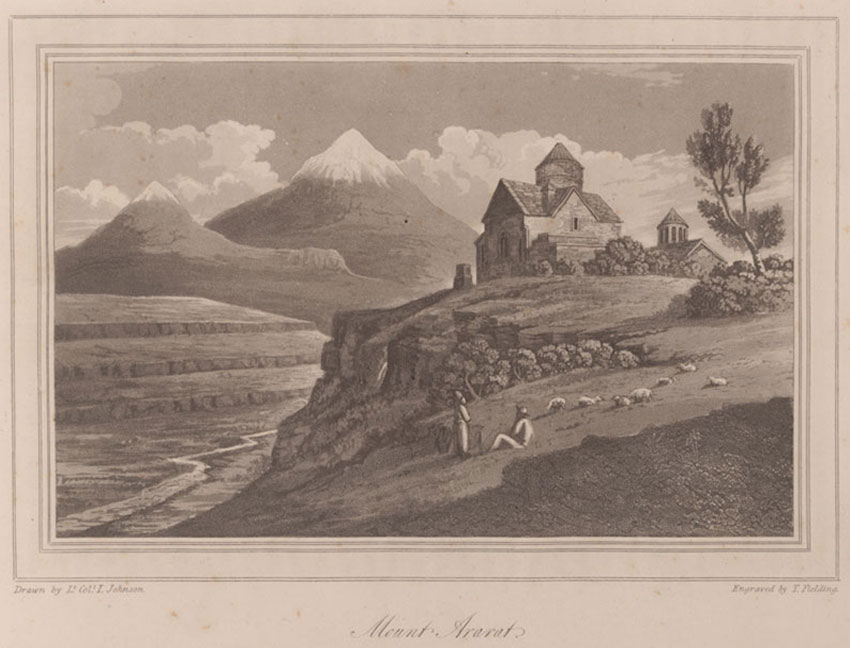
Краєвид гори Арарат. Ілюстрація з книги Джона Джонсона "Подорож з Індії до Англії через Персію, Грузію, Росію, Польщу та Пруссію у рік 1817-й".

Джон Джо́нсон (англ. John Johnson, 1768 — 11 лютого 1846) — англійський військовий офіцер, кавалер Ордена Лазні, мандрівник, дослідник Індії, Персії, територій Російської імперії та Пруссії. Пройшов службу від кадета (1781) до підполковника Бомбейського інженерного полку Британської Ост-Індської компанії (червень 1814). Після 35-річної служби в Індії У 1817 році здійснив подорож, яка пролягала суходолом від Бомбея до Лондона та описав її. Подав у відставку в серпні 1819 року, мешкав у Англії. У 1835 році переїхав з родиною до Порт Мейтленда (Port Maitland) у Верхній Канаді. Похований на кладовищі у Даннвіллі (Dunnville) поблизу Порт Мейтленда. Батько Вільяма Артура Джонсона (1816–1880) — канадського біолога та педагога, церковного діяча, засновника Триніті-коледжу у Вестоні (Weston) поблизу Торонто.

## Літературний та науковий доробок

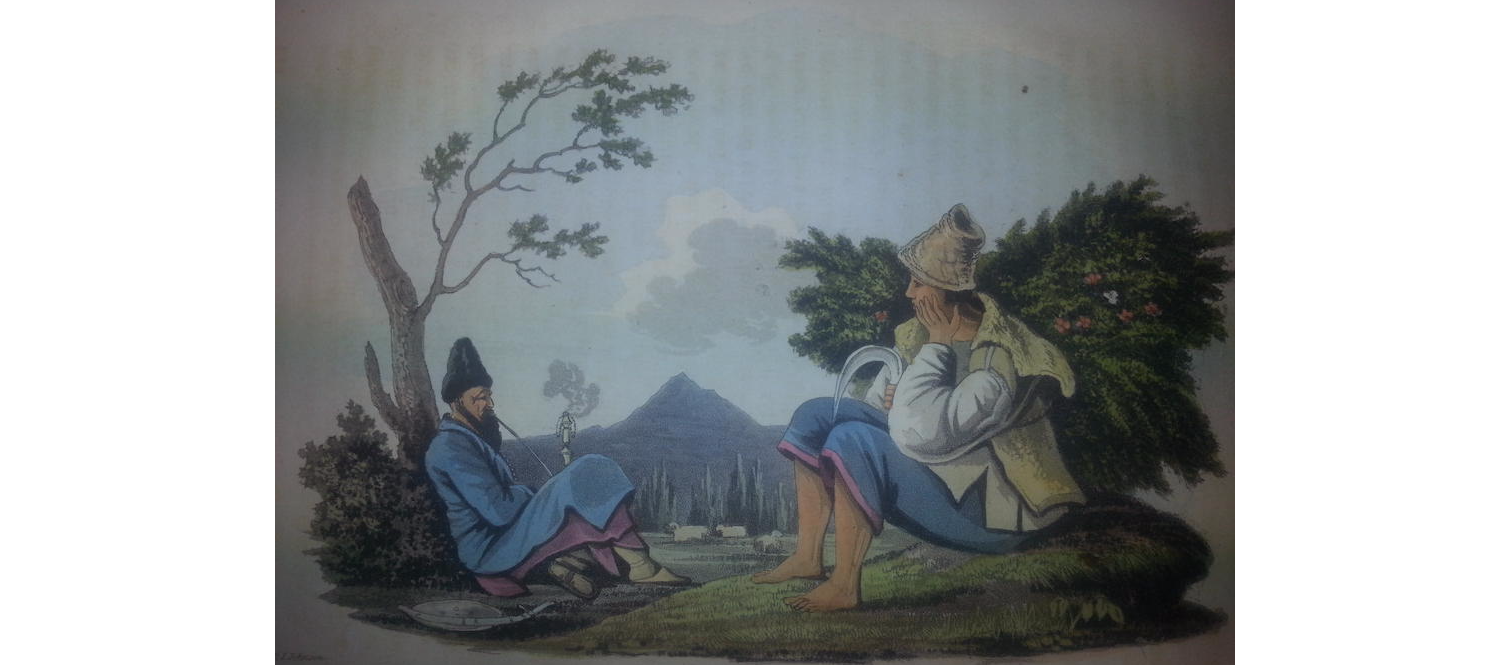
Перські землероби. Ілюстрація з книги Джона Джонсона

У 1718 році Лондонське видавництво «Longman, Hurst, Rees, Orme, and Brown» видало наратив Джона Джонсона «Подорож з Індії до Англії через Персію, Грузію, Росію, Польщу та Пруссію у рік 1817-й» (англ. “A journey from India to England, through Persia, Georgia, Russia, Poland, and Prussia, in the year 1817”) з  малюнками Дж. Джонсона, відтворених на гравюрах Теодора Генрі Адольфуса Філдінґа (Theodore Henry Adolphus Fielding), у якому описана його мандрівка з Бомбея до Лондона, через Маскат, Бушер, руїни Бішапура, Шираз, Ісфахан, Тегеран, Тебриз, Тифліс, Моздок, Ставрополь, Новочеркаськ, Валки, Савинці, Балаклію, Зміїв, Харків, Білоцерківку, Лубни, Яготин, Переяслав, Київ, Білогородку, Мотижин, Рожів, Раковичі, Радомишль, Житомир, Гощу, Корець, Острог, Варковичі, Дубно, Млинів, Луцьк, Торчин, Устилуг, Люблін, Варшаву, Франкфурт-на-Одері, Берлін, Гамбург. У книзі висвітлені особливості побуту та звичаїв місцевого населення, ландшафт та архітектура населених пунктів, зустрічі автора з отаманом Війська Донського Платовим, головнокомандувачем російських військ у Грузії та надзвичайним послом Російської імперії у Персії генералом Єрмоловим.

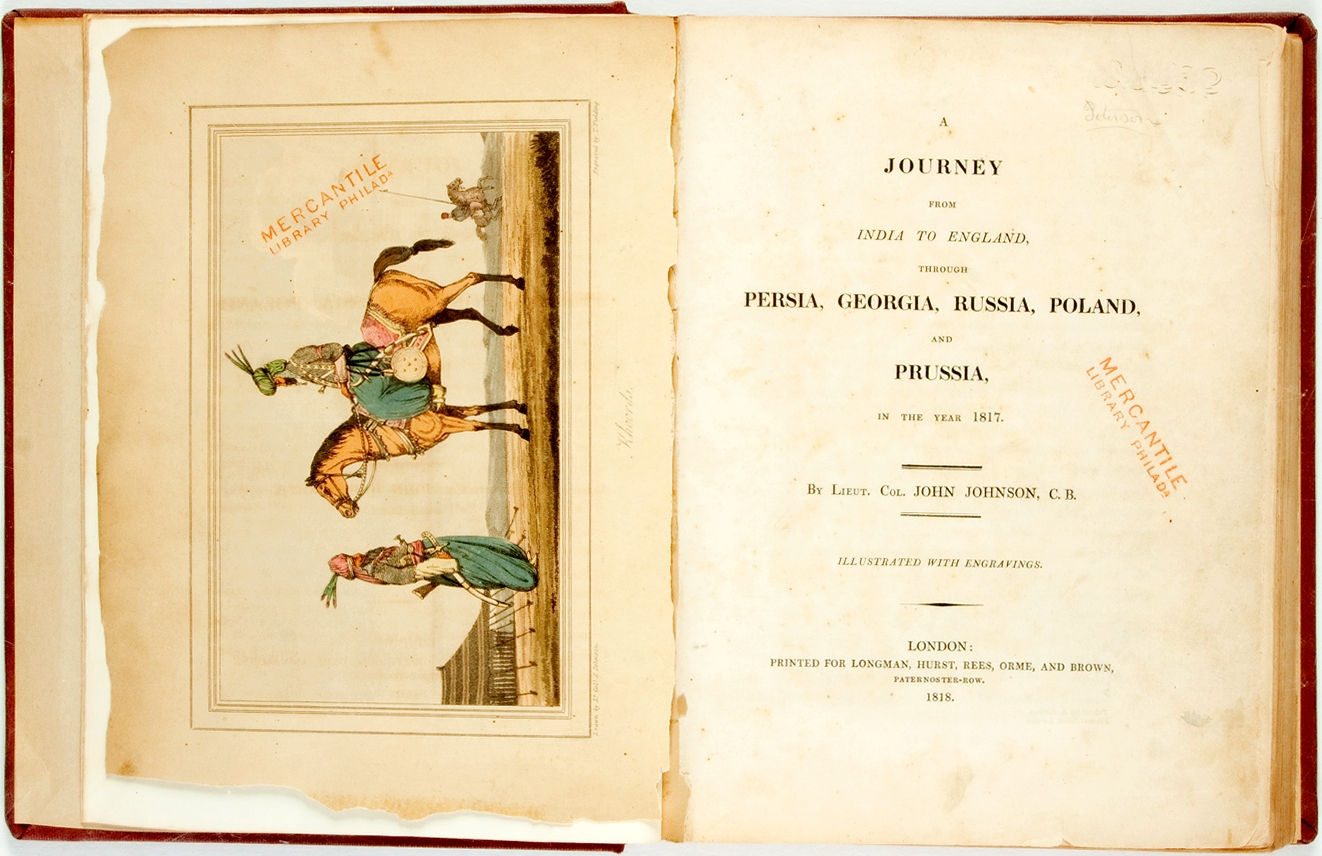
Фронтиспіс та титульний аркуш "Подорожі з Індії до Англії через Персію, Грузію, Росію, Польщу та Пруссію у рік 1817-й"

Англійською мовою «Подорож...» перевидана  у 2011 році американським видавництвом Nabu Press (ISBN 1173381384, EAN:9781173381387).

## Галерея ілюстрацій з книги Джона Джонсона

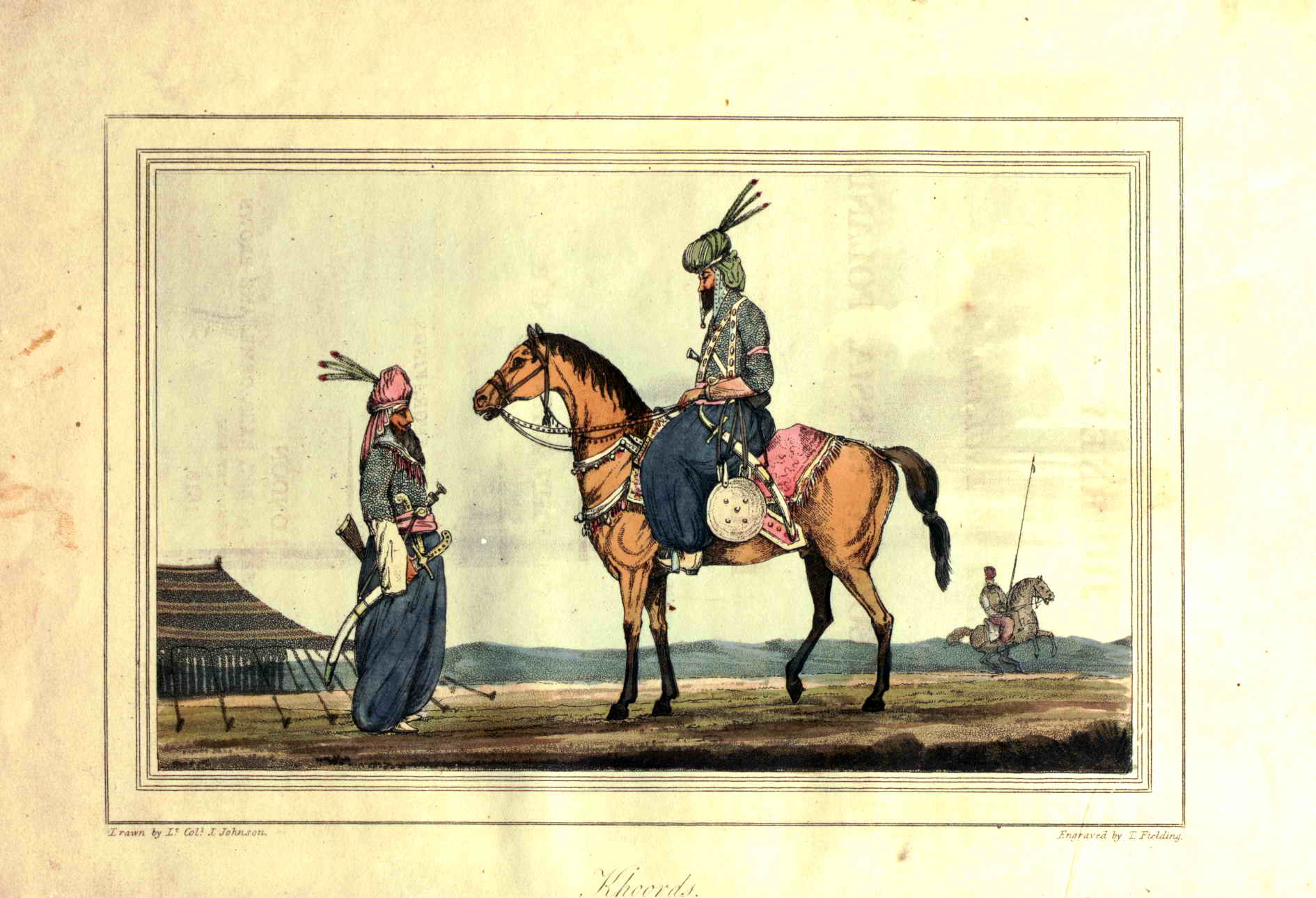
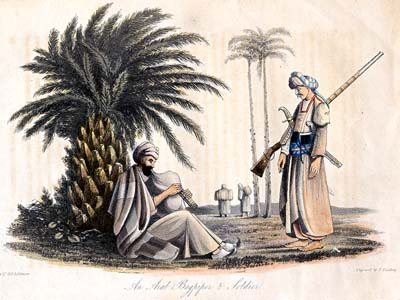
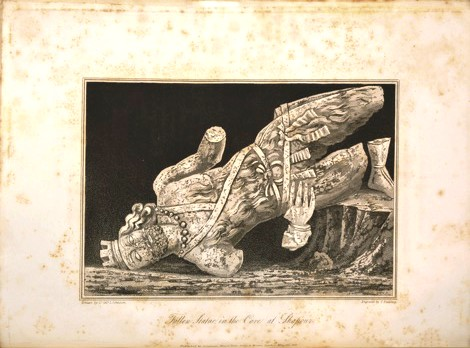
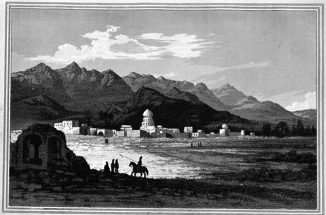
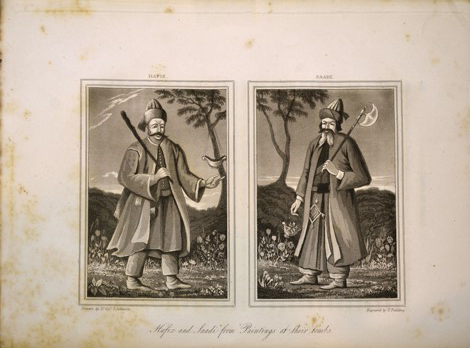
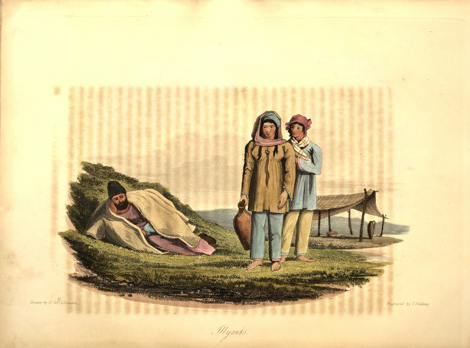
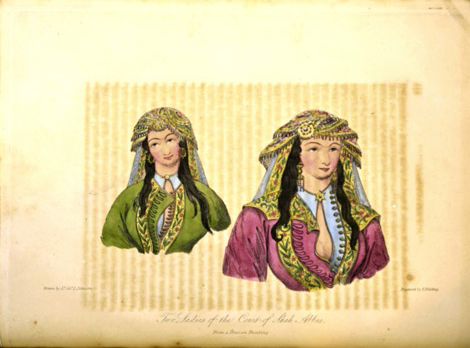
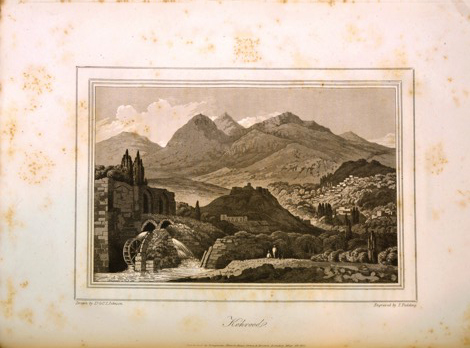

## Читати книгу (англійською мовою)
- Google Books
- HathiTrust's digital library